# Лонтон (Пенсилванија)
Лонтон (енгл. Lawnton) насељено је место без административног статуса у америчкој савезној држави Пенсилванија.

## Демографија
По попису из 2010. године број становника је 3.813, што је 26 (0,7%) становника више него 2000. године.
| Група             | 2000.         | 2010.         |
| Белци             | 2.974 (78,5%) | 2.556 (67,0%) |
| Афроамериканци    | 547 (14,4%)   | 715 (18,8%)   |
| Азијати           | 67 (1,8%)     | 163 (4,3%)    |
| Хиспаноамериканци | 144 (3,8%)    | 268 (7,0%)    |
| Укупно            | 3.787         | 3.813         |